# شرکت تامسون-هوستون الکتریک

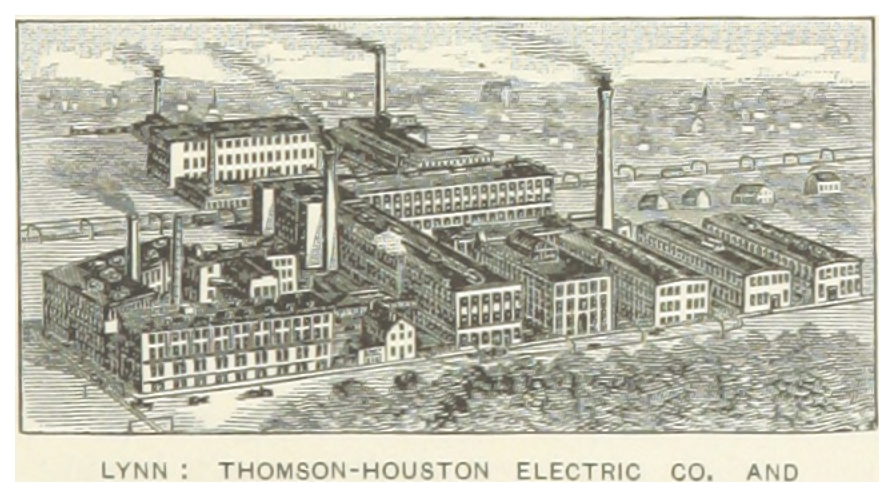
تصویر شرکت تامسون-هوستون الکتریک

شرکت تامسون-هوستون الکتریک (انگلیسی: Thomson-Houston Electric Company) شرکت تولید صنعتی آمریکایی بود، که در سال ۱۸۸۲ تأسیس شد و در سال ۱۸۹۴ در پر ادغام با شرکت جنرال الکتریک منحل گردید.